# Kaymaklı
Kaymaklı lub Enegup – podziemne miasto odrębne od Cytadeli w Kaymaklı, położone około 19 km od Nevşehir pomiędzy nim a Niğde w Turcji. 
Domy w Kaymaklı są pobudowane wokół blisko stu podziemnych tuneli, w czasach obecnych nadal użytkowanych jako składy, stajnie i piwnice. Z czterech pięter otwartych dla zwiedzających wszystkie są zorganizowane wokół szybów wentylacyjnych. Świadczy to o tym, że wygląd każdego pokoju lub wolnej przestrzeni był zależny od dostępu do świeżego powietrza. Kaymaklı różni się od innego podziemnego miasta Derinkuyu, w układzie i sposobie zabudowy. Tunele są niższe, bardziej kręte i strome. Pierwsze otwarcie dla turystów miało miejsce w 1964 roku.  